# Abu Faris Abd Allah ibn Ahmad
Abu-Faris Abd-Al·lah ibn Àhmad fou sultà sadita. Va governar nominalment a Fes del 1603 al 1604 o 1605, i a Marràqueix del 1603 al 1606. Era un home obès i que patia atacs d'epilèpsia.
Després de la batalla dels tres reis, el 4 d'agost de 1578, Ahmad al-Mansur fou proclamat sultà i Mahammad al-Mamun designat hereu i governador de Fes. El 2 de novembre de 1584 Abu Faris Abd Allah va fer el jurament al seu germà hereu i va rebre del pare el govern del Sus. A causa de l'homosexualitat i la manca de creences religioses d'al-Mamun, i com que aquest no obeïa al seu pare Ahmad al-Mansur, aquest va decidir anar a Fes en persona i va sortir a l'octubre del 1602 deixant com a virrei de Marràqueix a Abu Faris. Al-Mamun va fugir però fou entregat pel xeic amb el qual s'havia refugiat i empresonat a Meknès. El govern de Fes fou donat a Zaydan ibn Ahmad.
A la mort del pare encara al seu campament de Fez l'agost de 1603, a causa de la pesta que llavors assolava el país i que va durar del 1598 al 1608 (però el 1603 estava al punt més alt) Zaydan va quedar amb el poder a Fes (agost) i fou reconegut successor pels notables locals (Zaydan era fill d'una damade nom Shabania mentre que al-Mamun i Abu Faris eren fills d'una concubina de nom Khayzuran; a més el pare havia mort als seus braços i això era considerat una designació d'hereu). Però quan es va notificar a Marràqueix la proclamació, els notables d'aquesta ciutat no el van reconèixer i van proclamar sultà a Abu Faris Abd Allah, que va agafar el nom de regne d'al-Wathik billah. Sembla que un cadi de nom Ahmed ibn Mansur al-Udj va trair a Zaydan i va fer marxar a una part de l'exèrcit cap a Marràqueix, alliberant també a al-Mamun que fou portat a Abu Faris, el qual va ordenar mantenir-lo en presó.
Abu Faris va enviar el seu fill Abd al-Malik, assistit pel general Djudar, a combatre a Fes. Els atacants van establir el campament al riu Umm Ral-Rabi abans d'entrar en territori enemic. Els notables van convèncer a Abu Faris que el seu fill no podria amb Zaydan i que convenia posar al front al seu germà al-Mamun al que la gent de Fes no podia combatre per haver estat el seu governador. Llavors Abu Faris va fer alliberar a al-Mamun, li va fer jurar lleialtat i el va enviar amb 600 homes al campament de Djudar.
Poc després els dos exèrcits es van enfrontar a Mowata, a la vora del riu, però Zaydan de Fes fou abandonat pels seus i al-Mamun va aconseguir la victòria. Abu Faris havia ordenat vigilar al-Mamun, però aquest es va barrejar hàbilment entre els desertors de Fes i ja la gent d'Abu Faris no el va poder controlar. Zaydan va fugir cap a Fes i es va tancar a la ciutat però els notables li van fer saber les seves simpaties per al-Mamun i el van obligar a marxar amb el seu seguici en direcció a Tlemcen; l'exèrcit lleial a Abu Faris el va perseguir sense èxit; Zaydan va arribar a Oudjda, on va demanar ajut als otomans. A finals del 1603 al-Mamun entrava a Fes en nom del seu germà. Al-Mamun va enviar els principals notables que havien donat suport al seu germà (els cadis Abul Kasim ibn Abu al-Naim, i Abu Abd Allah Muhammad ibn Kasim al-Kasar) a Marràqueix perquè Abu Faris prengués amb ells la decisió que considerés convenient; el cadi al-Kasar va morir pel camí, ja prop de Marràqueix, i fou enterrat el gener del 1604 en aquesta ciutat; l'altra cadi fou perdonat. Al-Mamun també es va girar contra els notables que havien donat suport al seu pare en contra seva. Durant el 1604 diversos notables van veure confiscats els seus béns, i després els comerciants van haver de fer préstecs al governant. Zaydan mentre, cansat d'esperar als otomans va sortir cap a Sigilmasa, on va entrar sense lluita, i d'allí cap a la regió del Draa, i finalment al Sus.
Al-Mamun amb les exaccions comeses va poder aixecar un exèrcit de tres mil homes que destinava a combatre a Abu Faris tot i la lleialtat que li havia jurat; Al-Mamun es va declarar llavors sultà i va refusar el reconeixement al seu germà (1604). L'exèrcit fou posat sota el comandament del seu fill Abd Allah ibn al-Mamun.
El 1606 Abd Allah va sortir en expedició contra Marràqueix, i va derrotar les forces d'Abu Faris a Akelmin a la plana de Mardj al-Ramad, i va entrar a Marràqueix (21 de desembre de 1606). Abu Faris va fugir a Mesfuwa mentres els vencedors saquejaven Marràqueix. Es diu que Abd Allah va abusar de les esposes i favorites d'Ahmad al-Mansur; durant el ramadà (el 1607 el ramadà va caure en gener) va beure vi públicament i va menjar de dia abans de la posta de sol.
Alguns notables van escriure a Zaydan i li van demanar d'anar a Marràqueix. Aquest hi va anar, entrant de nit secretament. El conjurats van iniciar un cop d'estat planejat; el caid governador Aba Allah Araj fou assassinat i Zaydan proclamat. Abd Allah va intentar carregar amb les seves tropes però fou bloquejats per sorpresa per la població civil i derrotats al Jardí de Bakkar (Djanan al-Bakkar) i la resta els soldats, completament desorganitzats, foren massacrats. Entre soldats i partidaris d'al-Mamun i el seu fill, van morir unes 5.500 persones (febrer del 1607). Abd Allah va poder fugir cap a Fes amb alguns soldats.
Una vegada en el poder a Marràqueix, Zaydan va perseguir de manera implacable a Abu Faris i aquest no va tenir altre remei que fer submissió al seu germà gran que el va acceptar.
A la primavera del 1609, després de diversos fets, Abd Allah tornava a tenir a punt l'exèrcit per marxar contra Marràqueix. Per alguna raó l'expedició no es va concretar fins al final de l'any. Finalment els dos exèrcits es van trobar al riu Bu regrag, sent vençut Abd Allah (gener del 1609) que es va retirar cap a Fes. El general Mustafà, al servei de Zaydan, va avançar llavors cap a Fes i va acampar als murs d'aquesta ciutat a Dar es-Sauia. Al-Mamun i el seu germà Abu Faris (junt amb els seus respectius fills Abd Allah i Abd al-Malik) van fugir a al-Kasr al-Kabir. El general Mustafà va planejar atacar aquest lloc i fer presoners als quatre. Al-Mamun va poder fugir al darrer moment per mar cap a la península Ibèrica, i Abd Allah i Abu Faris es van refugiar a l'altiplà de Beni Wartsin.
Llavors Zaydan va anar en persona a la zona, i amb part de l'exèrcit de Mustafà va acampar davant l'altiplà a un lloc anomenat Arwarat; els soldats que estaven amb Abd Allah i Abu Faris els van abandonar i van haver de fugir cap a Dar Ibn Mekhal on van restar fins que Zaydan va haver de tornar a Marràqueix on havien esclatat disturbis.
Abd Allah i Abu Faris van reunir la seva gent i van anar cap a Fes que havia estat ocupada per Mustafà; aquest, a l'arribada dels prínceps, va sortir de la ciutat i els va enfrontar però durant la lluita va caure de cavall i va morir i la pèrdua del seu cap va decidir la batalla en contra seva (10 de juliol de 1609). Abd Allah i Abu Faris van capturar el campament enemic i van entrar triomfants a la ciutat. Al cap de poques setmanes Abd Allah es va assabentar que a la ciutat alguns notables havien organitzat un complot que pretenia eliminar a Abd Allah i nomenar virrei a Abu Faris; així al mes d'agost del 1609, Abd Allah, amb l'ajut del seu camarlenc Hammu ibn Umar, va escanyar al seu oncle mentre resava.